# Winfield, Illinois
Winfield là một làng thuộc quận DuPage, tiểu bang Illinois, Hoa Kỳ. Năm 2010, dân số của làng này là 9080 người.

## Dân số
Dân số qua các năm:
- Năm 2000: 8718 người.
- Năm 2010: 9080 người.